# MS Anita
MS Anita – statek pasażerski żeglugi przybrzeżnej pływający pod polską banderą. Obecnie wykorzystywany do przewozu pasażerów po wodach śródlądowych, w szczególności na akwenie Zalewu Wiślanego. Od 2010 obsługuje również trasę Elbląg-Krynica Morska-Elbląg.